# Ellwood-Ölfeld

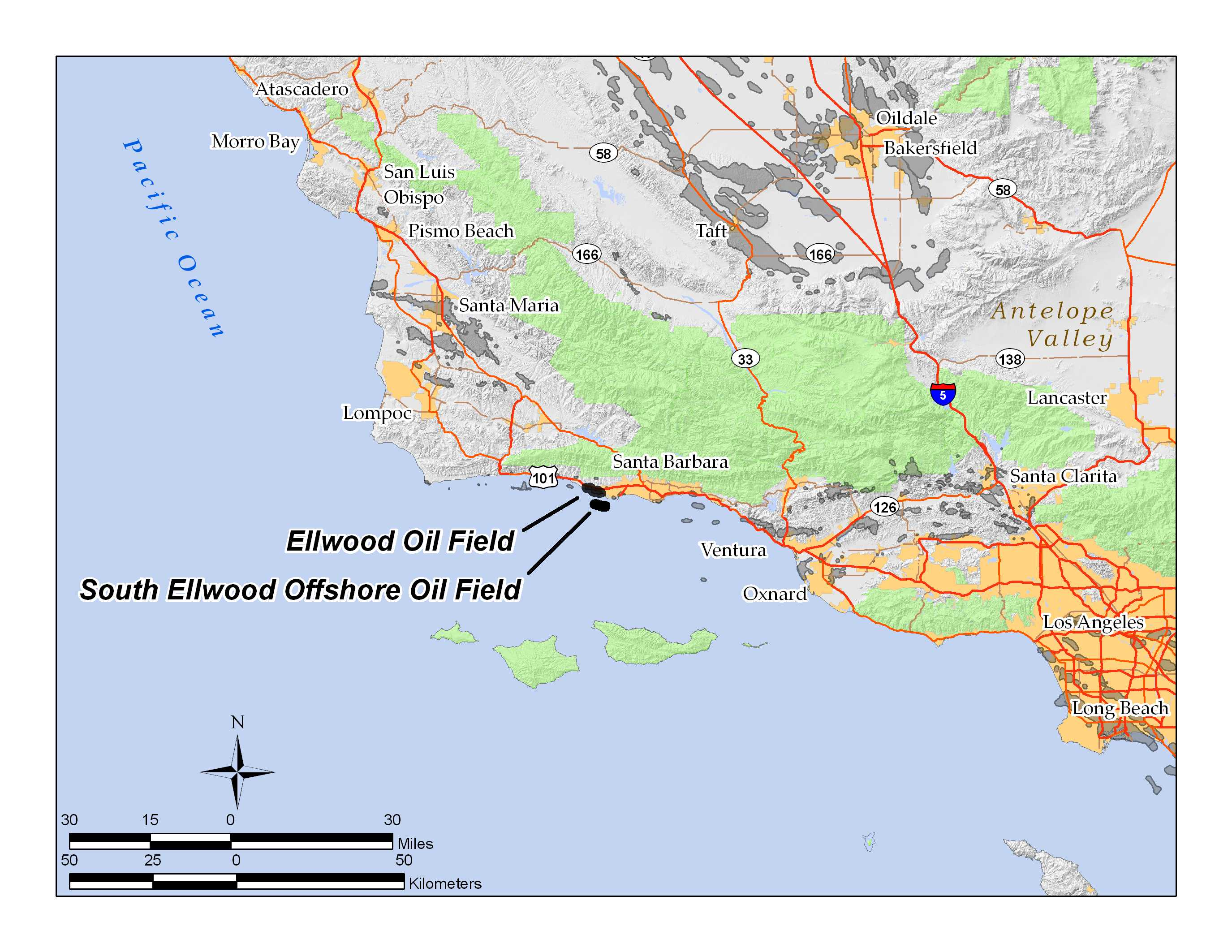
Das Ellwood-Ölfeld und Süd-Ellwood-Offshore-Ölfeld. Andere Ölfelder sind grau eingezeichnet.

Das Ellwood-Ölfeld (auch „Elwood“ geschrieben) und das Süd-Ellwood-Offshore-Ölfeld sind ein Paar von anliegenden, partiell-aktiven Ölfeldern, welche an die Stadt Goleta, Kalifornien, angrenzen. Sie befinden sich etwa 19 km westlich von Santa Barbara und damit größtenteils im Santa-Barbara-Kanal. Als hochproduktives Feld in den 1930er Jahren war es wichtig für die wirtschaftliche Entwicklung des Santa Barbara-Gebiets. Es wurde während des Zweiten Weltkriegs von einem japanischen U-Boot beschossen, was den ersten direkten Angriff auf das Festland der Vereinigten Staaten von Amerika seit dem Krieg von 1812 darstellte. Dies löste vor allem eine Angst vor der Invasion der Westküste der Vereinigten Staaten sowie Internierungen japanischstämmiger Amerikaner aus.

## Hintergrund

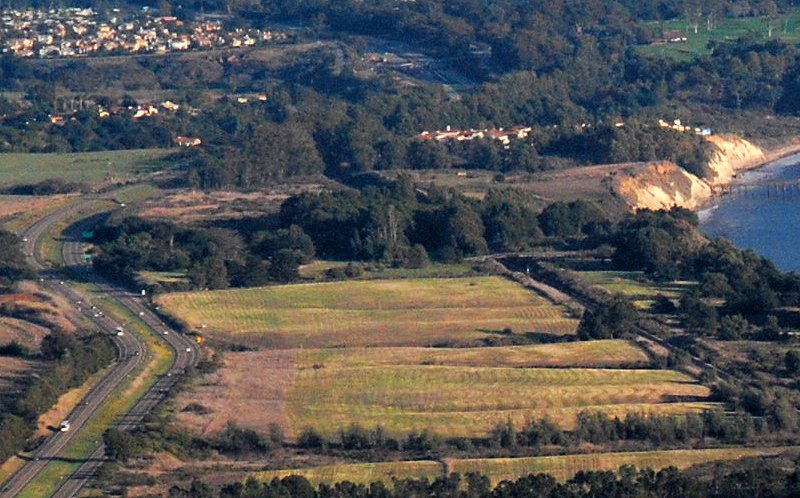
Luftaufnahme des Ellwood-Ölfeldes von Westen

Das Ellwood-Ölfeld ist etwa 19 km westlich der Stadt Santa Barbara zu finden. Es beginnt an der westlichen Grenze der Stadt, reicht dann weiter nach Westen in den Pazifik und dann zurück in Richtung Küste, nahe der Dos Pueblos Ranch. Die Küstenteile des Feldes umfassen Gebiete des Strandes, der Küstenklippen, des Graslands am Kopf der Klippen und der Eukalyptus-Haine. Einige Flächen des ehemaligen Ölfeldes sind jetzt Teil des „Ellwood-Devereux Open Space“, welches von der Stadt Goleta, dem Bacara Resort und dem Sandpiper Golf Course unterhalten wird. Auf diesem Gebiet, wo früher Tiefpumpen, Derricks und Öltanks standen, entstehen nun neue Häuser und Wohnungen.
Vor Ort herrscht ein Mittelmeerklima mit einer gleichbleibenden Temperatur im ganzen Jahr. Der meiste Niederschlag fällt zwischen Oktober und April in Form von Regen. Frost ist selten. Der Überlandabfluss geht in Richtung Ozean und durch temporäre Abläufe (sogenannte vernal pools) über die Klippen. Die küstenfernen Teile des Ölfeldes liegen in relativ seichten Gewässern und wurden vom Pier aus gebohrt.
Das Süd-Ellwood-Offshore-Ölfeld liegt komplett unter dem Pazifischen Ozean und etwa drei Kilometer vom Hauptölfeld von der Küste entfernt. Es liegt außerdem ganzheitlich im Wattenmeer der Region, welches ein Areal von etwa sechs Kilometern um die Küste herum umfasst. Diese Region befindet sich mehr unter Bundesstaats- als unter Regierungsaufsicht. Zurzeit fördert nur die Holly-Platform noch Öl, welche etwa 64 m unter Wasser liegt und circa drei Kilometer von der Küste entfernt zu finden ist. Verschiedene, direkt angebohrte Ölquellen befinden sich bei der Plattform und mehrere Pipelines verbinden sie mit einer Aufbereitungsanlage an der Küste, welche sich angrenzend zum Sandpiper Golf Course befindet.

## Geologie
Das Ellwood-Ölfeld ist etwa 8 km lang und 1,6 km breit und seine Endpunkte (östlich und westlich) liegen jeweils an der Küste. Es weist eine antiklinale Struktur auf, wobei das Öl stratigraphisch über den Antiklinalen zu finden ist. Die More Ranch Bruchlinie im Nordosten stellt dabei eine undurchlässige Barriere dar. Öl findet man in mehreren Becken, wobei das größte in der Vaqueros Formation, etwa 1.000 m über dem Meeresspiegel, zu finden ist. Andere große Becken befinden sich in der Rincon Formation auf einer Höhe von 790 m und in der Oberen Sespe Formation, 1.100 m über dem Meeresspiegel.
Das Feld beinhaltete etwa 106 Millionen Barrel Öl, wovon das meiste schon abgetragen wurde, soweit das mit der Technologie der frühen 1970er Jahre möglich war. Mittlerweile wurde das Ölfeld aufgegeben. Beim Süd-Ellwood-Offshore-Ölfeld wird jedoch die vorhandene Menge an Öl auf über eine Milliarde Barrel geschätzt. Venoco schätzt die Menge auf 2,1 Milliarden Barrel, wobei das meiste im unerschlossenen Teil des Feldes liege. 1995 berichtete das Oil and Gas Journal, dass sich dort mindestens etwa 155 Millionen Barrel an Reserven befänden.
Im Ellwood-Feld war vor allem konventionelles (light crude oil) und schwefelarmes (sweet crude oil) Öl zu finden. Der API-Grad betrug circa 38, mit einem geringen Schwefelanteil (welches das Öl „süß“ oder „sweet“ im Fachjargon macht). Öl vom Offshore-Feld ist von mittlerer Qualität, mit einem API-Grad von 25 bis 34 und einem höheren Schwefelgehalt, weshalb es stärker aufbereitet werden muss, als das vom aufgegebenen Ölfeld an der Küste gewonnene Öl.
Mehrere Reservoirs konnten im Süd-Ellwood-Offshore-Feld, in drei vertikalen Zonen, entdeckt werden. Die obere Monterey Formation beinhaltet ein großes Becken in einem Bereich voll brüchigen Schiefer, in etwa 1.000 m unter der Meeresoberfläche. Darunter befindet sich ein separates Reservoir im Rincon Sandstein, etwa 1.500 m unter dem Meeresspiegel, und in der Vaqueros Formation, in einer Tiefe von etwa 1.800 m. Die tiefste Bohrung wurde bislang in 1.980 m Tiefe in der Rincon Formation vorgenommen. Informationen zu Alter und Typ des Gesteins werden bei Venoco, dem derzeitigen Betreiber, immer noch vertraulich behandelt.

## Geschichte und Produktion

### Ellwood-Ölfeld
Das Ölfeld ist nach Ellwood Cooper (1829–1918) benannt, welcher die große Ellwood Ranch besaß, auf deren Gelände nun Goleta und die angrenzenden Hügel zu finden sind. Sein Vorname findet sich in vielen lokalen Orten und Plätzen wieder, wie zum Beispiel dem Ölfeld, dem Ellwood Canyon, der Ellwood School, der Ellwood Station Road und der Nachbarschaft in Goleta mit dem Namen „Ellwood“.
Das erste Öl in diesem Gebiet wurde im Juli 1928 von der Barnsdall Oil Co. of California und der Rio Grande Company gefunden, welche ihre Luton-Bell Quelle No. 1 in einer Tiefe von 978 m in den Vaqueros Sandstein bohrten. Sie standen kurz davor, aufzugeben, als sie nicht nur auf Öl stießen, sondern direkt eine sprudelnde Quelle entdeckten, was ihnen anfänglich eine Produktion von 1.316 Barrel pro Tag bescherte. Der Fund leitete eine Periode des Öl-Leasings und experimenteller Probebohrungen (wildcat well drilling) vor der Südküste Santa Barbaras, von Carpinteria bis Gaviota, ein. Während dieser Zeit wurde auch das Mesa-Ölfeld entdeckt, was innerhalb der Stadtgrenzen Santa Barbaras und etwa 20 km östlich vom Ellwood-Feld liegt.

### Beschuss im Zweiten Weltkrieg

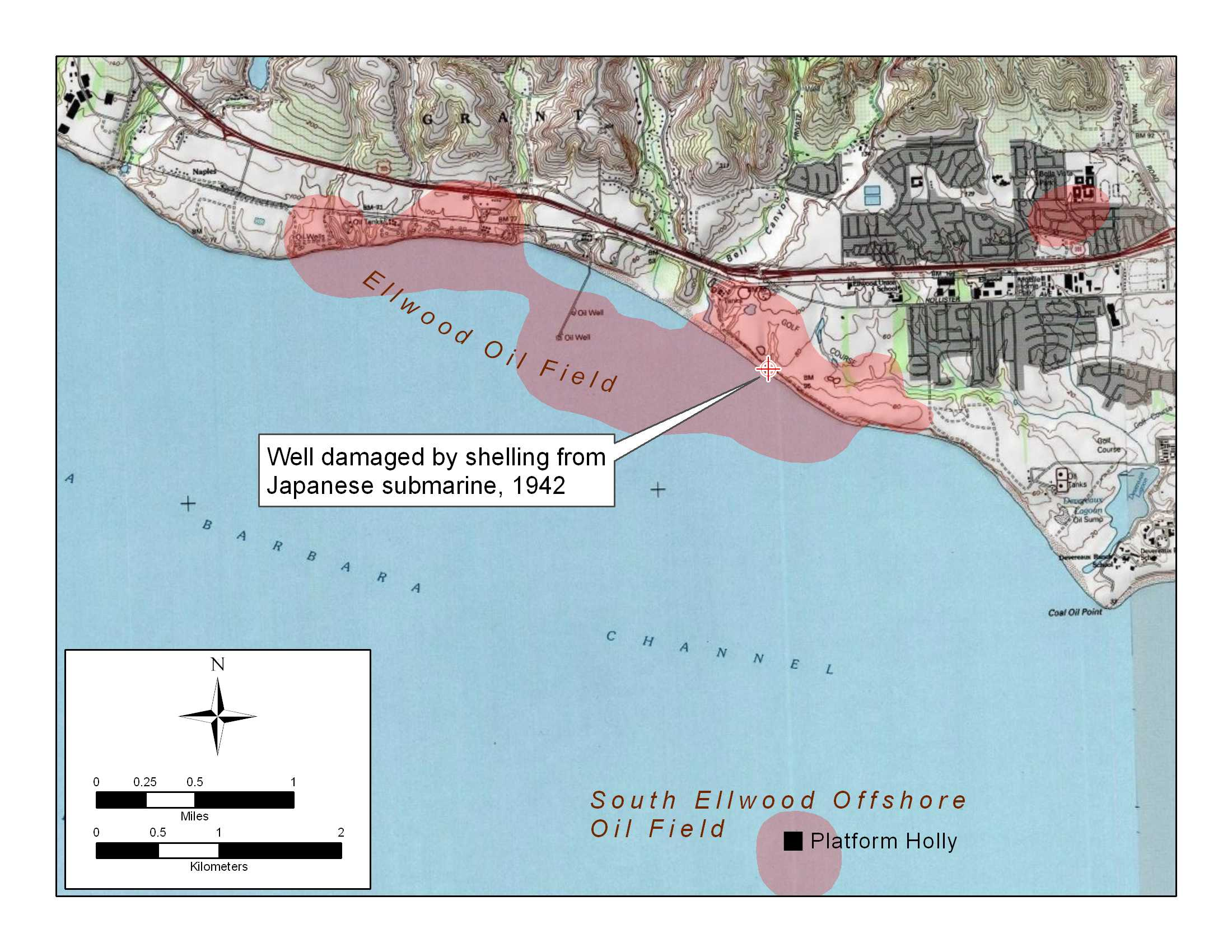
Zu sehen sind beide Ölfeldern und der vom japanischen Beschuss verursachte Schaden. Der „Kaktusvorfall“ ereignete sich etwa 300 m westlich der beschädigten Quelle.

Ein folgenträchtiger Besuch eines Fremden ereignete sich in den späten 1930er Jahren. Nishino Kōzō (西野 耕三), Kapitän eines japanischen Öltankers, besuchte das Feld, um Öl zu laden. Während er mit seiner Mannschaft zu einer formellen Begrüßungszeremonie an die Küste unterwegs war, stolperte er und fiel auf eine Opuntie (welcher sich nun unterhalb des 11. Fairways des Sandpiper Golf Course befindet). Der Anblick des stolzen japanischen Kapitäns, der Kaktusdornen aus seinem Hintern gezogen bekommt, verursachte Gelächter bei einer Gruppe nahestehender Ölarbeiter.
Einige Jahre später kehrte Kōzō zurück. Während des Zweiten Weltkriegs, nun als Fregattenkapitän des japanischen U-Boots I-17, tauchte er am 23. Februar 1942 mit seinem Schiff direkt am Coal Oil Point auf und befahl seiner Mannschaft, das 140 mm Deckgeschütz bereit zu machen. Sie feuerten 16 bis 25 mal auf ein großes Paar von Öllagertanks, welche genau neben der Stelle lagen, wo er in den Kaktus fiel. Seine Schützen waren alles andere als treffsicher und die meisten Schüsse schlugen entweder kilometerweit im Inland ein oder flogen ins Wasser. Eine der Explosionen beschädigte die Luton-Bell 17 Quelle am Strand unterhalb des 14. Fairways des ansässigen Golfplatzes und verursachte Schäden an einem Steg und Pumpenausrüstung in Höhe von etwa 500 $. Kōzō nahm daraufhin Kontakt nach Tokio auf und meldete, er „setzte Santa Barbara in Flammen.“ Der Vorfall war der erste direkte Angriff eines Feindes auf amerikanisches Festland seit dem Krieg von 1812.
Während im Ellwood-Ölfeld der Scheitelpunkt der Ölproduktion 1930 erreicht wurde, wurde noch bis in die 1960er Jahre Öl gefördert. Der an der Küste gelegene Teil wurde 1972 aufgegeben.
Heute ist die von den Japanern beschädigte Ölausrüstung Eigentum des Santa Barbara County. Eine historische Markierung wurde auf einem Felsen auf dem Gelände des Golfplatzes errichtet, welche kurz die Geschichte des Vorfalls wiedergibt.

### Das Süd-Ellwood-Offshore-Ölfeld
Die Existenz eines Offshorefeldes wurde lange Zeit vermutet, hauptsächlich wegen des andauernden, natürlichen Absickerns des Öls vom Meeresboden. Das Gebiet um den Coal Oil Point ist heute eine der am meisten untersuchten Sickerzonen der Welt. 1966 baute ARCO die Plattform Holly in 64 m Tiefe und etwa drei Kilometer vom Coal Oil Point entfernt. Sie begannen, Quellen in verschiedenen Zonen des Feldes anzubohren. Die Scheitelproduktion war 1984. Die mobile Plattform Holly förderte bis 1997 Öl, als Venoco Inc. alle Rechte des Feldes erwarb. Zurzeit ist die Plattform über drei Pipelines – eine für Öl, eine für Gas und eine für Betriebsstoffe – mit einer auf dem Festland gelegenen Aufbereitungsanlage verbunden. Zusätzlich transportiert eine Pipeline Öl von „Zelten“ („tents“), welche über den natürlichen Sickerungen gebaut wurden, über den Meeresboden zur Wiederaufbereitungsanlage.
Neben Holly sind weite Teile des Ölfeldes noch unentdeckt und unentwickelt. Mobils Versuch, 1995 von der Küste aus zu bohren (im Zuge des „Clearview“-Projektes, welches auch „Drillview“ von den Konkurrenten genannt wurde), wurde abgelehnt und ein Vorhaben, in weiter entfernten Teilen des Feldes zu bohren, ist seit 2009 im Gespräch. Venocos derzeitiges Vorhaben besteht darin, 40 neue Direktbohrungen von der vorhandenen Plattform aus vorzunehmen, um neue Quellen zu erschließen. Dies könnte die Produktion verdreifachen.